# William Cranch Bond
William Cranch Bond (Falmouth, Maine, 9 de setembre, 1789 – 29 de gener, 1859), fou un astrònom estatunidenc i el primer director del Harvard College Observatory.

## Biografia
Quan era jove, el seu pare William Bond, va establir-se com a rellotger. Entrenat pel seu pare, W. C. Bond construí el seu primer rellotge quan tenia quinze anys. Posteriorment dirigí el negoci del seu pare, esdevenint un expert en rellotgeria.
L'any 1896, amb disset anys, Bond va observar un eclipsi solar. Poc després, va convertir-se en un àvid astrònom amateur. Quan construí la seva primera casa, Bond va convertir la sala d'estar en observatori, amb una obertura a través de la qual podia observar el cel amb un telescopi.
L'any 1815, Bond viatjà a Europa, comissionat per la Universitat Harvard per a reunir informació sobre observacions europees. El 18 de juliol de 1819 a Kingsbridge, Devon, Bond va casar-se amb la seva cosina Selina Cranch, amb qui tingué quatre fills i dues filles. Després de la mort de Selina el 1831, Bond va casar-se amb la seva germana gran, Mary Roope Cranch.
L'any 1847, després d'impressionar als responsables de la Universitat Harvard fou nomenat director de l'Observatori de la Universitat Harvard. Amb aquest equipament pogué, juntament amb el seu fill George Phillips Bond, descobrir Hiperió, una nova lluna del planeta Saturn. Aquest descobriment el compartí amb l'astrònom anglès William Lassell, ja que ambdós equips treballaren de forma independent però simultàniament, la mateixa nit.
Després de llegir en la premsa els èxits fotogràfics de William Draper (1839), de William Fox Talbott (1844), qui arriba a il·lustrar una revista amb fotografies, i del científic francès Alexandre Bequerel, qui fotografià l'espectre solar, s'interessà vivament per les possibilitats que la fotografia podria aportar a l'estudi del cel. Posteriorment, va iniciar una sèrie d'experiments amb els quals es convertí en un dels primers pioners de la fotografia celeste (astrofotografia): després d'acoblar una càmera fotogràfica a senzills telescopis refractors, amb els quals no obtingué més que resultats inútils, se li va ocórrer instal·lar la càmera en el focus del telescopi de l'observatori. En ser un in instrument amb una lent de 38 cm la quantitat de llum que rebria la placa, molt poc sensible a la llum, seria major amb temps d'exposició menors. El seu primer resultat l'aconseguí la nit del 18 de desembre de 1849, en què plasmà sobre una placa fotogràfica l'accidentada superfície lunar amb una exposició de vint minuts. Aconseguí una fotografia de tanta qualitat, que el seu fill George la portà a Londres, a l'exposició que s'hi realitzava, on causà sensació en permetre contemplar, finament representats, els més petits detalls del relleu lunar.
Requerí l'ajuda d'un fotògraf professional, John A. Whipple, a qui contractà com a ajudant: junts, experimentant amb noves emulsions (encara amb plaques seques) i temps d'exposició, aconseguiren capturar i fotografiar la brillant estrella Vega l'any 1850. Amb la invenció del procés del col·lodió humit (plaques humides), l'any 1851, augmentà espectacularment la sensibilitat del material fotogràfic. D'aquesta manera Whipple, l'any 1857, va poder fotografiar la dèbil estrella Mizar, en l'Ossa Major, amb una exposició de 80 segons amb el telescopi de 38 cm de Harvard.
Amb aquest equipament dugué a terme estudis extensos i detallats de les taques solars, observacions de la nebulosa d'Orió, així com profundes observacions del planeta Saturn, arribant a detectar el nou anell C. Realitzà també extensos experiments per mesurar la posició de les estrelles sobre plaques fotogràfiques (1856-1857).
Pels seus notables estudis, experiments i avenços en la fotografia celeste, fou el primer ciutadà estatunidenc en ser acceptat com a membre de la prestigiosa Royal Astronomical Society el 1849.
Després de la seva mort, George Phillips Bond va assumir la direcció de l'Observatori de Harvard.